# Paul Julius Schröter
Paul Julius Schröter (* 18. Juli 1840 in Gohlis (Zeithain); † 5. Januar 1930 in Leipzig) war ein deutscher Ophthalmologe. Länger als ein halbes Jahrhundert lehrte er an der Universität Leipzig.

## Leben
Schröter studierte ab 1858 an der Universität Leipzig Medizin. 1859 wurde er im Corps Saxonia Leipzig recipiert.
1865 wurde er in Leipzig zum Dr. med. promoviert. Die Ausbildung in Augenheilkunde durchlief er bei Christian Georg Theodor Ruete und Ernst Adolf Coccius. Er habilitierte sich 1873 für Augenheilkunde und lehrte 18 Jahre lang als Privatdozent an der Universität Leipzig. Von 1891 bis 1930 war er planmäßiger außerordentlicher Professor für Augenheilkunde.